# William W. Dixon

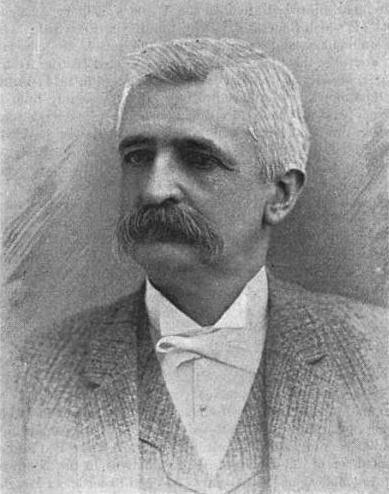
William W. Dixon

William Wirt Dixon (* 3. Juni 1838 in New York City; † 13. November 1910 in Los Angeles, Kalifornien) war ein US-amerikanischer Politiker. Zwischen 1891 und 1893 vertrat er den Bundesstaat Montana im US-Repräsentantenhaus.

## Werdegang
Im Jahr 1843 zog Dixon nach Illinois und 1849 nach Keokuk in Iowa, wo er Jura studierte. 1858 wurde er als Rechtsanwalt zugelassen. Im Lauf der folgenden Jahre kam er über die Staaten Tennessee, Arkansas, Kalifornien und Nevada ins Montana-Territorium. Dort lebte er zunächst in Helena und später in Deer Lodge. Politisch wurde er Mitglied der Demokratischen Partei.
Von 1871 bis 1872 war Dixon Abgeordneter im territorialen Repräsentantenhaus. In den Jahren 1884 und 1889 war er Mitglied der verfassungsgebenden Versammlungen von Montana. Hauptberuflich war er als Rechtsanwalt tätig. Zwischen dem 4. März 1891 und dem 3. März 1893 absolvierte er eine Legislaturperiode als Abgeordneter im Kongress. Nach dem Scheitern seiner Wiederwahl setzte er seine Anwaltstätigkeit fort. Sein Sitz ging an Charles S. Hartman. Dixon bewarb sich auch erfolglos um einen Sitz im US-Senat. Der im November 1910 in Los Angeles verstorbene Politiker wurde auf dem Rock Creek Cemetery in Washington, D.C. beigesetzt.